# Sort morbær
Sort morbær (Morus nigra) er et lille, løvfældende træ med en bredkronet vækstform. Stammen er kort og knudret, og grenene er udspærrede. Frugterne er meget velsmagende, når de er fuldmodne. Til gengæld har de ikke stor holdbarhed. De kaldes morbær.

## Beskrivelse
Barken er først grøn og en smule håret. Senere bliver den brun, og på gamle grene er den gråbrun og korkagtig. Knopperne sidder spredt, og de er lysegrønne, glatte og spidse. 
Bladene er hjerteformede med en groft takket kant. Oversiden er græsgrøn, mens undersiden er lysegrøn. Blomstringen sker i juli-august, men den ses ikke, da blomsterne er grønne. Frugterne er sammensatte "bær", der ligner brombær påfaldende meget. De danner ikke modent frø i Danmark.
Rodnettet er groft og dybtgående (hvis ellers jorden er porøs nok). 
Højde x bredde og årlig tilvækst: 10 x 10 m (15 x 10 cm/år). Den regnes som hårdfør til USDA sone 5.

## Hjemsted
Sort morbær har været dyrket så længe, at man ikke ved, hvor træet egentlig stammer fra. Meget tyder f.eks. på, at det er tilpasset forholdene på Kaukasusbjergenes skråninger. 
I Alnus-Pterocarya-skovene vokser den på fugtig og dårligt afdrænet bund langs kystsletten syd og sydvest for Sortehavet. Her findes arten sammen med bl.a. Acer insigne (en art af løn), ask, buksbom, figen, nældetræ, alm. skovranke, vin, asiatisk kaki, bittersød natskygge, bærperikon, finnet bispehue, granatæble, græsk træranke, iransk el, kaukasisk vedbend, kaukasisk vingevalnød, kristustorn, laurbærkirsebær, lægejasmin, mispel, Smilax excelsa (en art af sarsaparil) og sommerhyld

## Anvendelse
Ved anvendelse i haver skal man huske, at beskæring bør udføres i december for at undgå, at træet "bløder".
Mange dyr er vilde med at spise bladene fra morbærtræer, ikke kun silkelarverne, således kan bladene bruges til løv-hø til de fleste husdyr, dog skal man grundet et relativt højt sukkerindhold, være varsom ved ad libitum fodring.

### Sorter
Der findes en mængde forskellige spiselige sorter af sort morbær, men man bør være opmærksom på at planteskolen ikke har byttet rundt på de forskellige slags morbær, da det er en relativt ubenyttet plante i Danmark, og lider hos mange planteskoler, desværre under, et vist ukendskab og forvirring imellem de forskellige arter. Til det danske klima bør man foretrække ægte sort morbær af sorterne: 
- Black Beauty
- Black English
- Chelsea
- Kaester
- King James the 1st'
- Persian Fruiting Mulberry eller Black Persian
- Hicks Fancy
- Wellington

## Note
1. ↑  Morus nigra på hardiness.zone, læst 15. August 2020
2. ↑  Peter Martin Rhind: Plant Formations in the Hyrcanian BioProvince Arkiveret 9. marts 2016 hos  Wayback Machine (engelsk)

## Eksternt link
- Tegning af sort morbær Arkiveret 15. juli 2007 hos  Wayback Machine

| Portal | Portal:Botanik |